# O'Russeimarkt
De O'Russeimarkt is een overdekte markt in Phnom Penh in Cambodja. Ze is dagelijks geopend van 06.30 tot 17.30 uur. 
De O'Russeimarkt ligt in het Prampi Makara District aan de noordkant van het nationaal Olympisch stadion in Phnom Penh. Hier zijn veel lokale producten verkrijgbaar. Ook rijden er veel tuktuks. 